# Euphoresia
Euphoresia är ett släkte av skalbaggar. Euphoresia ingår i familjen Melolonthidae.

## Dottertaxa tillEuphoresia, i alfabetisk ordning[1]
- Euphoresia albofasciata
- Euphoresia albosparsa
- Euphoresia annae
- Euphoresia annulata
- Euphoresia aschantica
- Euphoresia assiniensis
- Euphoresia baliola
- Euphoresia baloghi
- Euphoresia benitoensis
- Euphoresia bequaerti
- Euphoresia bisignata
- Euphoresia bisquamulata
- Euphoresia bruta
- Euphoresia burgeoni
- Euphoresia buttneri
- Euphoresia candezei
- Euphoresia caviventris
- Euphoresia chiloanga
- Euphoresia coiffaiti
- Euphoresia congoensis
- Euphoresia conradti
- Euphoresia costipennis
- Euphoresia densesquamosa
- Euphoresia egregia
- Euphoresia excellens
- Euphoresia gabonana
- Euphoresia gabonensis
- Euphoresia ghesquiereana
- Euphoresia gibbosa
- Euphoresia graueri
- Euphoresia heteropyga
- Euphoresia hiekei
- Euphoresia insularis
- Euphoresia iridicostis
- Euphoresia jokoensis
- Euphoresia kapangana
- Euphoresia kassaiensis
- Euphoresia kivuana
- Euphoresia kivuensis
- Euphoresia kohli
- Euphoresia kossowana
- Euphoresia labiata
- Euphoresia laminata
- Euphoresia lindemannae
- Euphoresia loangoana
- Euphoresia longisqualis
- Euphoresia ludificans
- Euphoresia lulengae
- Euphoresia maculata
- Euphoresia maculifera
- Euphoresia maculipennis
- Euphoresia maculiscutum
- Euphoresia margaritifera
- Euphoresia metasternalis
- Euphoresia muelleri
- Euphoresia multipunctata
- Euphoresia murina
- Euphoresia ogoweana
- Euphoresia overlaetiana
- Euphoresia propinqua
- Euphoresia punctum
- Euphoresia pygialis
- Euphoresia rothkirchi
- Euphoresia samliana
- Euphoresia schotiae
- Euphoresia schoutedeni
- Euphoresia semnionis
- Euphoresia sequens
- Euphoresia seriatipennis
- Euphoresia signata
- Euphoresia squamifera
- Euphoresia staneriella
- Euphoresia sulcipennis
- Euphoresia tenuesquamosa
- Euphoresia transversefasciata
- Euphoresia trifasciata
- Euphoresia trisquamosa
- Euphoresia trochaloides
- Euphoresia ugandana
- Euphoresia variegata
- Euphoresia varievestis
- Euphoresia warriensis
- Euphoresia versicolor
- Euphoresia viridicans
- Euphoresia vrydaghiana